# مارتين أستودييو
مارتين أستودييو (بالإسبانية: Martín Mauricio Astudillo) هو مدرب كرة قدم ولاعب كرة قدم أرجنتيني في مركز الوسط، ولد في 11 أكتوبر 1977 في مندوزا في الأرجنتين. لعب مع أوساسونا وخميناسيا خوخوي وديبورتيفو ألافيس وروزاريو سنترال وغودوي كروز.

## وصلات خارجية
- مارتين أستودييو على موقع قاعدة بيانات كرة القدم.إي يو (الإنجليزية)
- مارتين أستودييو على موقع Soccerway.com (الإنجليزية)
- مارتين أستودييو على موقع عالم كرة القدم.نت (الإنجليزية)